# USS Illinois (SSN-786)
USS Illinois (SSN-786) – amerykański okręt podwodny z napędem jądrowym typu Virginia, drugiej generacji Batch 2 Block III.. 22 grudnia 2008 roku kontrakt na budowę tego okrętu otrzymała stocznia General Dynamics Electric Boat, 2 czerwca 2014 roku rozpoczęto budowę jednostki, zaś okręt wszedł do służby 28 października 2016 roku.